# Université Espoir d'Afrique
L'université Espoir d'Afrique (Hope Africa University en anglais) est un établissement privé d'enseignement supérieur situé à Bujumbura, la capitale du Burundi.

## Historique
L'institution Hope Africa University a ouvert ses portes le 6 février 2000 à Nairobi au Kenya avant d'être relocalisée à Bujumbura en décembre 2003.

## Composition
L'université Espoir d'Afrique est composée de cinq facultés : 
- Faculté des Lettres et des Sciences ;
- Faculté des Sciences de l’Éducation ;
- Faculté des Affaires et des Sciences Professionnelles ;
- Faculté des Sciences de la santé ;
- Faculté d’Ingénierie.

## Personnalités liées

### Anciens professeurs
- Augustin Nsanze : historien, homme politique et diplomate burundais et avant, professeur et chercheur à l'Université Espoir d'Afrique et à l'Université du Burundi.

### Anciens élèves célèbres
- Kinjaah : actrice et chanteuse congolaise.
- Denise Nkurunziza : ancienne première dame du Burundi de 2005 jusqu'à 2020.